# Évette-Salbert
Évette-Salbert est une commune française située dans le département du Territoire de Belfort, la région culturelle et historique de Franche-Comté et la région administrative Bourgogne-Franche-Comté. 
Les habitants sont les Évalbertois.

## Géographie

### Description
Évette-Salbert, née en 1972 de la fusion des trois villages d'Évette, de Bas-Évette et de Salbert, est une commune péri-urbaine située au nord-ouest de Belfort. Elle constitue un élément de l'agglomération belfortaine dont elle est la quatrième commune la plus étendue après Belfort, Bourogne et Vézelois. Elle compte une trentaine de kilomètres de voirie communale qui relie de nombreux hameaux ou lieux-dits (le Thiamont, Bas-Évette, la Forêt…). Elle est située dans la deuxième couronne de la communauté d'agglomération belfortaine et a conservé un caractère semi-rural.
Le village présente un paysage diversifié où l'on passe du sud au nord, du pied du massif du Salbert (460 m) à une plaine d'environ 400 mètres d'altitude s'étendant au lac du Malsaucy (55 ha) qui offre la possibilité de pratiquer les sports nautiques et un hébergement pour les groupes.
Le territoire communal repose sur le bassin houiller stéphanien sous-vosgien recouvert par un Permien épais
Sous l'action prolongée des intempéries, le grès permien se désagrège pour donner une terre sableuse, rougeâtre, contenant une assez grande quantité d'argile. Ces sols peu drainants forment des zones humides, où de nombreux étangs ont été aménagés. C'est dans ce Permien que se trouve le lac du Malsaucy.
Le principal cours d'eau de la commune est le ruisseau le Verboté, affluent de la Savoureuse.
C'est une des 189 communes du Parc naturel régional des Ballons des Vosges.

### Toponymie
- Évette : Weites (1347), Wette (1394), Esvette (1655), Wettes et Wette (1427), Évette (1793).
- Salbert : Salebert (1472), Desoubz Saleberg (1474), Le Salbert (1793).

### Climat
Pour des articles plus généraux, voir Climat de la Bourgogne-Franche-Comté et Climat du Territoire de Belfort.
En 2010, le climat de la commune est de type climat de montagne, selon une étude du Centre national de la recherche scientifique s'appuyant sur une série de données couvrant la période 1971-2000. En 2020, Météo-France publie une typologie des climats de la France métropolitaine dans laquelle la commune est exposée à un climat semi-continental et est dans la région climatique  Vosges, caractérisée par une pluviométrie très élevée (1 500 à 2 000 mm/an) en toutes saisons et un hiver rude (moins de 1 °C). 
Pour la période 1971-2000, la température annuelle moyenne est de 9,6 °C, avec une amplitude thermique annuelle de 17,2 °C. Le cumul annuel moyen de précipitations est de 1 338 mm, avec 12,5 jours de précipitations en janvier et 10,6 jours en juillet. Pour la période 1991-2020, la température moyenne annuelle observée sur la station météorologique de Météo-France la plus proche, « Giromagny_sapc », sur la commune de Giromagny à 8 km à vol d'oiseau, est de 10,2 °C et le cumul annuel moyen de précipitations est de 1 636,6 mm. 
La température maximale relevée sur cette station est de 37,2 °C, atteinte le 24 juillet 2019 ; la température minimale est de −18,9 °C, atteinte le 20 décembre 2009,,. 
Les paramètres climatiques de la commune ont été estimés pour le milieu du siècle (2041-2070) selon différents scénarios d'émission de gaz à effet de serre à partir des nouvelles projections climatiques de référence DRIAS-2020. Ils sont consultables sur un site dédié publié par Météo-France en novembre 2022.

## Urbanisme

### Typologie
Au 1er janvier 2024, Évette-Salbert est catégorisée ceinture urbaine, selon la nouvelle grille communale de densité à sept niveaux définie par l'Insee en 2022.
Elle appartient à l'unité urbaine de Belfort, une agglomération inter-départementale regroupant 16  communes, dont elle est une commune de la banlieue,,. Par ailleurs la commune fait partie de l'aire d'attraction de Belfort, dont elle est une commune de la couronne,. Cette aire, qui regroupe 91 communes, est catégorisée dans les aires de 50 000 à moins de 200 000 habitants,.

### Occupation des sols
L'occupation des sols de la commune, telle qu'elle ressort de la base de données européenne d’occupation biophysique des sols Corine Land Cover (CLC), est marquée par l'importance des territoires agricoles (63,4 % en 2018), en diminution par rapport à 1990 (77,7 %). La répartition détaillée en 2018 est la suivante : 
zones agricoles hétérogènes (63,4 %), zones urbanisées (22,4 %), forêts (9,3 %), eaux continentales (5 %). L'évolution de l’occupation des sols de la commune et de ses infrastructures peut être observée sur les différentes représentations cartographiques du territoire : la carte de Cassini (XVIIIe siècle), la carte d'état-major (1820-1866) et les cartes ou photos aériennes de l'IGN pour la période actuelle (1950 à aujourd'hui).

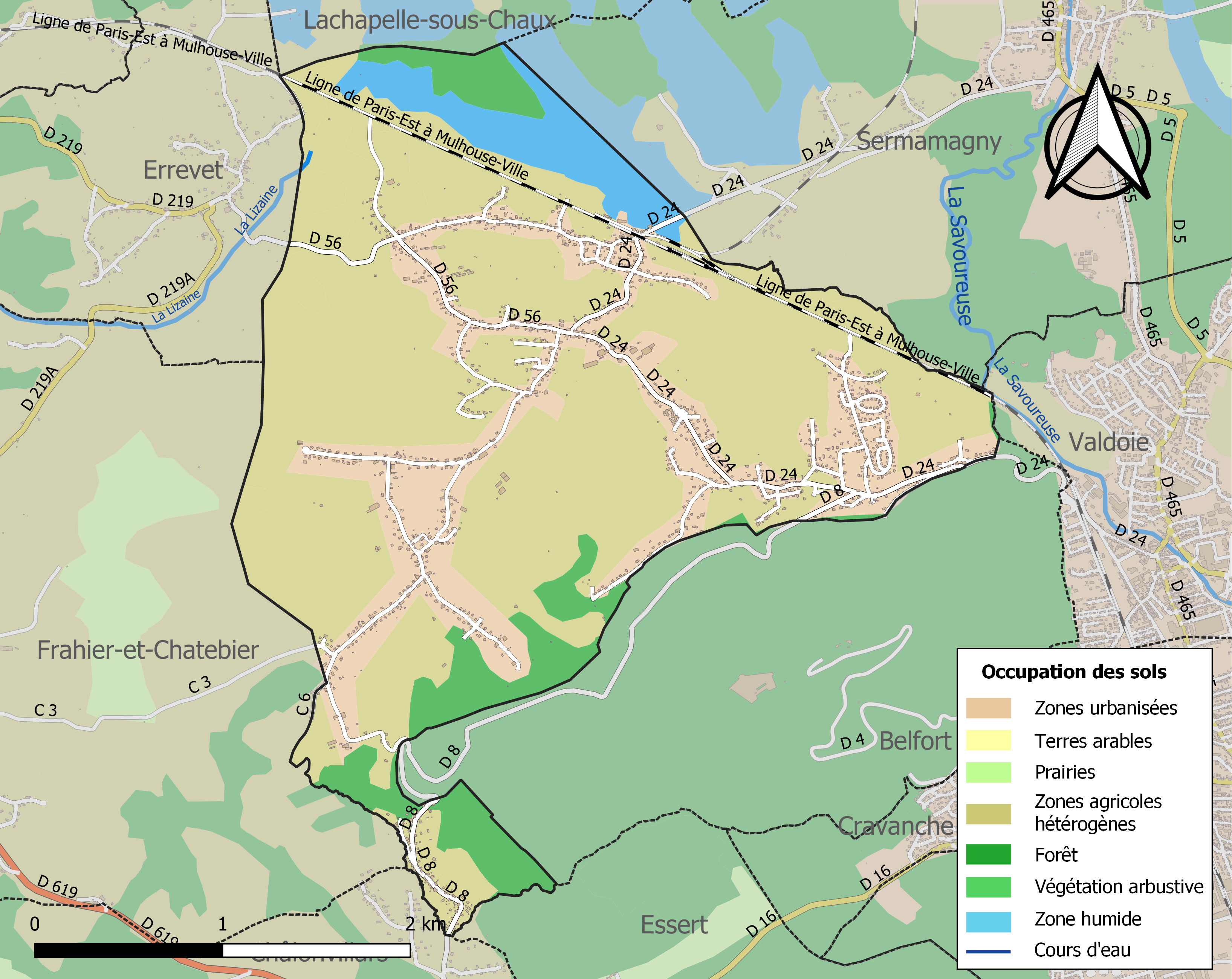
Carte des infrastructures et de l'occupation des sols de la commune en 2018 (CLC).

## Gentilé
Le nom de la commune, formé par la juxtaposition du nom des deux communes originelles, rendait difficile la désignation des habitants, qui ne disposaient donc pas d'un gentilé.
Depuis janvier 2006, après une sélection faite par le conseil municipal des jeunes aidé par l'équipe municipale, un choix de noms a été proposé à la population qui s'est prononcée en faveur de : Évalbertois, Évalbertoise.

## Histoire
La localité consistait en 1304 en quelques habitations disséminées sur un terrain marécageux (dont le Malsaucy déjà connu), formant des hameaux. Elle devint une grande Mairie dont dépendaient : Valdoie, Eloye, Forchelon (disparu depuis), Essert. On y cultivait l'avoine, le seigle, le sarrazin, la navette et le colza. (Forchelon existait encore en 1347. On retrouvait en 1913 des vestiges entre Essert et Cravanche).
À la succession de Renaud de Bourgogne, un partage eut lieu en 1347 au château d'Altkirch. Dame Jeanne de Montbéliard, fille aînée de Renaud défunt, partage son héritage (3 ans avant sa mort) entre ses quatre filles, Jeanne (dite Jeannette pour la distinguer de sa mère), Ursule, Alix et Marguerite.
- Le Rosemont (cité pour la première fois comme division territoriale) échoit à Jeanne de Ferrette, duchesse d'Autriche épouse d'Albert II d'Autriche. Évette et Salbert passent sous l'emprise des Autrichiens pendant plus de deux siècles.
- Le 28 juin 1636, Louis de Champagne, comte de la Suze prend Belfort et sa région aux Autrichiens. Il profite peu de sa victoire, devenu seigneur de Belfort, il mourut le 24 septembre de la même année à Montbéliard.
- À son fils Gaspard de Champagne, qui avait combattu avec son père, Louis XIII donne la seigneurie de Belfort et du Rosemont. En 1545, il épouse Henriette de Coligny, poétesse à ses heures composant à la source de Bermont. Le traité de Wesphalie en 1648 prévoit le rachat des droits seigneuriaux de la maison d'Autriche par le roi de France.
- En janvier 1658, Louis XIV, par lettres patentes datées de Toulouse, donne à son cher cousin, Le cardinal de Mazarin, Belfort et le Rosemont. Celui-ci devint seigneur de Belfort et de  Rosemont, donc possesseur d'Évette, de Salbert et du  Malsaucy (Malsaussé). Il met en valeur l'étang et le fit communiquer avec l'étang des Forges à Belfort. La forge a été installée en 1643 par le comte de la Suze. On y fabriquait pour la région des ustensiles de ménage, serrurerie, du matériel agricole, etc. Ceci était justifié par l'arrêt des approvisionnements autrichiens, spécialistes surtout en matériels agricoles (faux de Styrie). En période sécheresse le Malsaucy alimentait l'étang de la forge par le Verboté, la Savoureuse et le canal du Martinet, d'où le droit d'eau au cours des siècles en faveur des usines, de l'armée et encore en usage de nos jours.
- En 1983, en période sèche, l'usine SAMICA de Valdoie pompait à la jonction du Verboté et de la Savoureuse et refoulait l'eau à son usine. L'opinion a prévalu que le Malsaucy était implanté sur un terrain marécageux, ce n'est pas rigoureusement exact. À sa partie nord, ne voyait-on pas il y a quelques années, en période de sécheresse et au moment de la pêche, des vestiges d'une voie romaine. Serait-il trop hasardeux de faire un rapprochement avec la bataille de César et Arioviste (58 avant Jésus-Christ) et le camp romain qui se trouvait à la place du fort de Giromagny ? Le cardinal de Mazarin ne reste pas longtemps possesseur du Malsaucy puisqu'il meurt le 9 mars 1661.
- À la mort du cardinal Mazarin, sa nièce Hortense Mancini, épouse du duc de Meilleraye, son héritière et ses descendants en resteront possesseurs jusqu'à la Révolution.
- Les derniers furent les Grimaldi de Monaco par le mariage en 1777 de la duchesse Louise Félicité, Victoire d'Aumont Mazarin avec Honoré II Grimaldi, duc de Valentinois, prince de Monaco (donation annulée le 14 juillet 1791 de Louis XIV à Mazarin).
- La Restauration rétablit les Grimaldi dans leurs biens et non leurs titres jusqu'en 1830.
- Le Malsaucy eut comme propriétaires d'abord la famille Royer (magistrats) de Belfort jusqu'en 1912, puis la famille Feltin Pierre (le cardinal) qui le vendit au département en 1974.
- Paroisse - Évette ne constitua une paroisse qu'en 1781 à la construction de l'église dédiée à saint Claude (patron du village). Auparavant, Évette dépendait de la paroisse Saint-Vincent de Lachapelle-sous-Chaux.

### Faits historiques
La commune est née le 3 mars 1972 de la fusion des anciennes communes d'Évette et de Salbert.
- Évette

Le nom d'Évette est cité pour la première fois en 1024. D'après J. Liblin, ce toponyme viendrait de l'allemand Weide signifiant pâturages. Dès le Moyen Âge, Évette fut le chef-lieu d'une mairie dépendant du comté de Montbéliard. Elle fut réunie à la seigneurie du Rosemont en 1347.
La gare a été construite à Bas-Évette en 1880, date à laquelle fut posée la voie ferrée reliant Giromagny à la ligne Belfort-Paris.
La population d'Évette était de 354 habitants en 1803.
- Salbert

Le village de Salbert doit son nom au mont auquel il est adossé. Comme Évette, son habitat est dispersé en plusieurs hameaux dont la Forêt isolé à plus de 2 km en direction de Châlonvillars, dans le département de la Haute-Saône.
Salbert regroupait 185 habitants en 1803.
Un ensemble de fortifications et d'ouvrages furent réalisés après la guerre de 1870 pour assurer la défense de la Trouée de Belfort.

## Politique et administration

### Intercommunalité
La commune est notamment membre de deux structures intercommunales :
- la Communauté de l'Agglomération Belfortaine
- le parc naturel régional des Ballons des Vosges

### Liste des maires

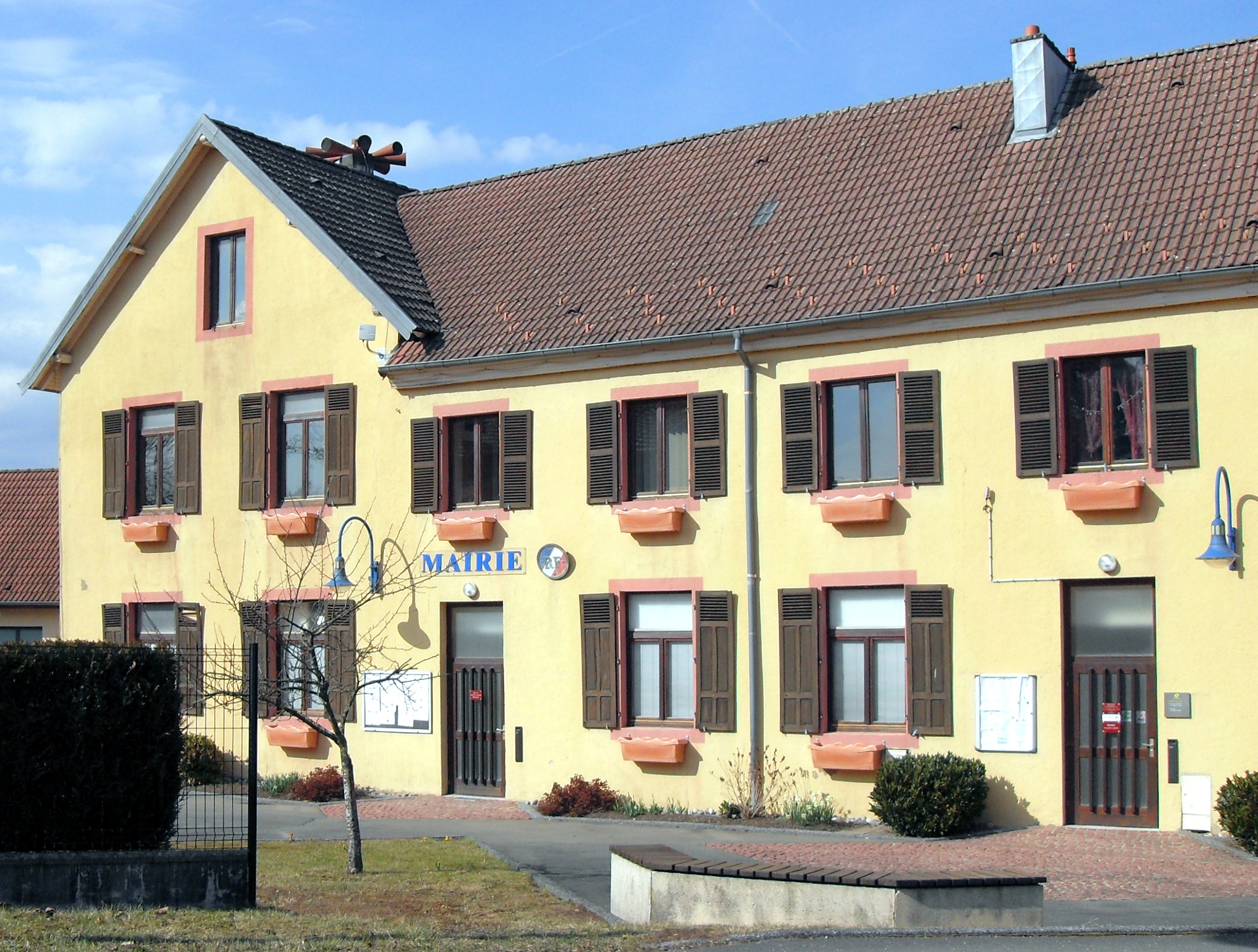
La mairie d'Évette-Salbert.

| Période                                       | Période            | Identité          | Étiquette | Qualité                                                                                       |
| --------------------------------------------- | ------------------ | ----------------- | --------- | --------------------------------------------------------------------------------------------- |
| ?                                             | 1971               | Adrien Grisey     |           |                                                                                               |
| 1971                                          | 1972               | Eugène Voisinet   |           | Agriculteur                                                                                   |
| 1972 : fusion d'Évette, Bas-Évette et Salbert |                    |                   |           |                                                                                               |
| 1972                                          | 1983               | Eugène Voisinet   |           | Agriculteur Réélu en 1977                                                                     |
| Les données manquantes sont à compléter.      |                    |                   |           |                                                                                               |
| mars 2001                                     | avril 2010 (décès) | Alain Simon       |           | Cadre retraité                                                                                |
| juin 2010                                     | mars 2014          | Francis Nansé     | DVG       |                                                                                               |
| mars 2014                                     | 25 mai 2020        | Bernard Guillemet | DVD       | Cadre                                                                                         |
| mai 2020                                      | mars 2021          | Michèle Jeannenot | SE        | Cheffe d’entreprise retraitée                                                                 |
| 3 avril 2021                                  | En cours           | Laurent Demesy    | SE        | Infirmier libéral, ancien adjoint Élu lors de l'élection municipale partielle du 28 mars 2021 |
| Les données manquantes sont à compléter.      |                    |                   |           |                                                                                               |

### Budget et fiscalité 2015
En 2015, le budget de la commune était constitué ainsi :
- total des produits de fonctionnement : 1 288 000 €, soit 586 € par habitant ;
- total des charges de fonctionnement : 1 119 000 €, soit 509 € par habitant ;
- total des ressources d’investissement : 488 000 €, soit 227 € par habitant ;
- total des emplois d’investissement : 540 000 €, soit 246 € par habitant.
- endettement : 143 000 €, soit 65 € par habitant.

Avec les taux de fiscalité suivants :
- taxe d’habitation : 10,23 % ;
- taxe foncière sur les propriétés bâties : 11,09 % ;
- taxe foncière sur les propriétés non bâties : 49,88 % ;
- taxe additionnelle à la taxe foncière sur les propriétés non bâties : 0,00 % ;
- cotisation foncière des entreprises : 0,00 %.

## Population et société

### Démographie
L'évolution du nombre d'habitants est connue à travers les recensements de la population effectués dans la commune depuis 1793. Pour les communes de moins de 10 000 habitants, une enquête de recensement portant sur toute la population est réalisée tous les cinq ans, les populations de référence des années intermédiaires étant quant à elles estimées par interpolation ou extrapolation. Pour la commune, le premier recensement exhaustif entrant dans le cadre du nouveau dispositif a été réalisé en 2005.

En 2022, la commune comptait 2 022 habitants, en évolution de −2,08 % par rapport à 2016 (Territoire de Belfort : −2,78 %, France hors Mayotte : +2,11 %).
| 1793 | 1800 | 1806 | 1821 | 1831 | 1836 | 1841 | 1846 | 1851 |
| ---- | ---- | ---- | ---- | ---- | ---- | ---- | ---- | ---- |
| 317  | 325  | 376  | 463  | 461  | 456  | 503  | 506  | 513  |

| 1856 | 1861 | 1866 | 1872 | 1876 | 1881 | 1886 | 1891 | 1896 |
| ---- | ---- | ---- | ---- | ---- | ---- | ---- | ---- | ---- |
| 495  | 516  | 543  | 489  | 494  | 566  | 555  | 545  | 565  |

| 1901 | 1906 | 1911 | 1921 | 1926 | 1931 | 1936 | 1946 | 1954 |
| ---- | ---- | ---- | ---- | ---- | ---- | ---- | ---- | ---- |
| 574  | 675  | 702  | 625  | 588  | 552  | 561  | 561  | 572  |

| 1962 | 1968 | 1975  | 1982  | 1990  | 1999  | 2005  | 2006  | 2010  |
| ---- | ---- | ----- | ----- | ----- | ----- | ----- | ----- | ----- |
| 572  | 580  | 1 389 | 1 781 | 2 093 | 2 155 | 2 042 | 2 013 | 2 080 |

| 2015  | 2020  | 2022  | - | - | - | - | - | - |
| ----- | ----- | ----- | - | - | - | - | - | - |
| 2 073 | 2 021 | 2 022 | - | - | - | - | - | - |

### Santé
L'hôpital le plus proche est l'hôpital Nord Franche-Comté situé entre Belfort et Montbéliard, à Trévenans,.

## Économie
Le développement de la commune a permis l'implantation progressives de quelques artisans, commerces et entreprises tels que pharmacie, menuiserie-ébénisterie, auberge, discothèque, boulangerie-pâtisserie-salon de thé, médecin, infirmières...
Un bureau de poste, une gare ferroviaire, une base nautique et de loisirs (gérée par le Conseil départemental du Territoire de Belfort), un centre équestre et des installations sportives sont également disponibles.

## Culture locale et patrimoine

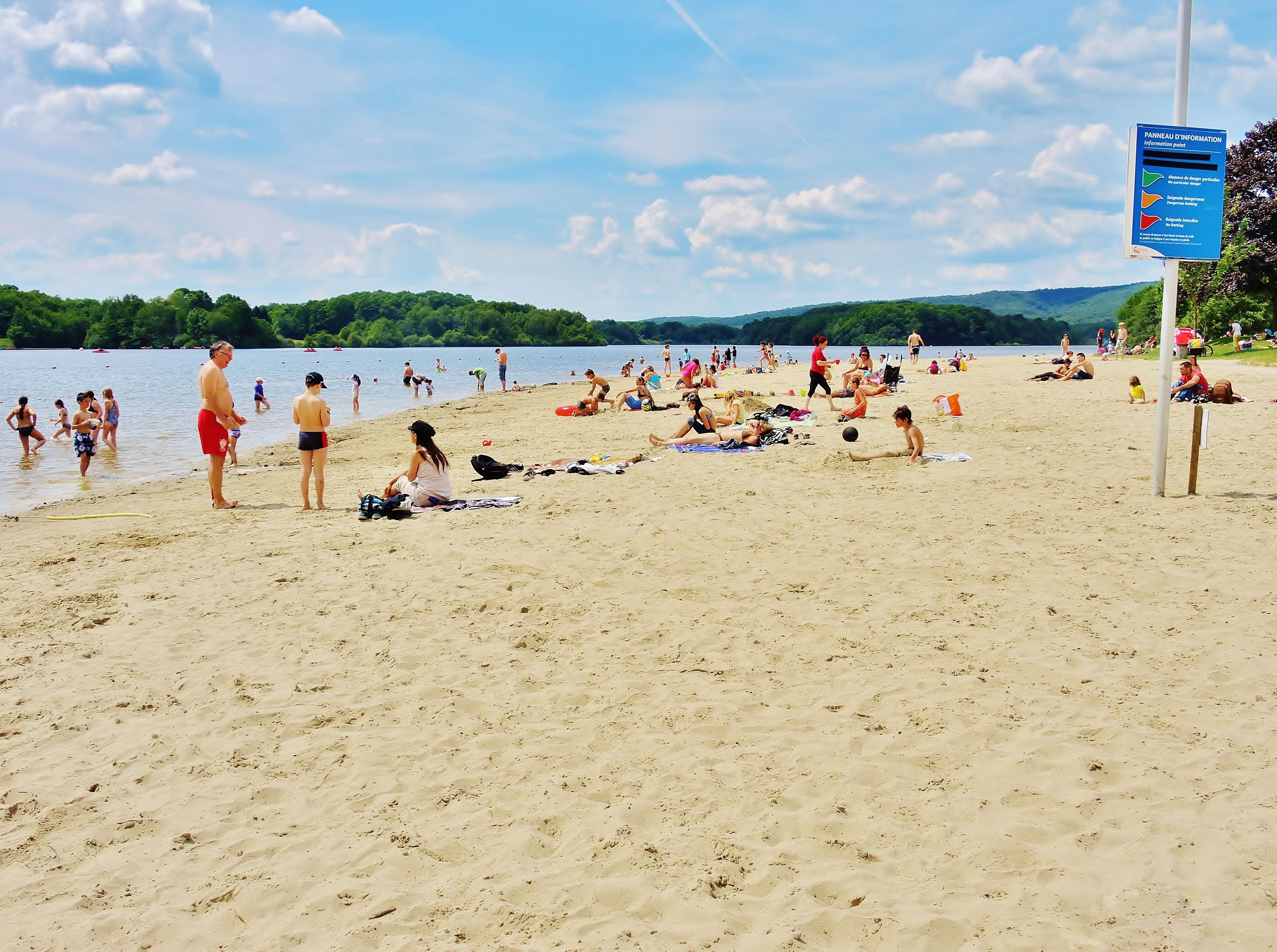
Plage du lac du Malsaucy en juin.

### Lieux et monuments
- L'église Saint-Claude[26] et sa cloche de 1779[27].
- Le Lac du Malsaucy de 55 ha, créé au XVe siècle par Gaspard de Morimont, baron de Morimont, à des fins piscicoles, est pour partie sur le territoire communal.
- Une extrémité du sentier de grande randonnée 533 se situe sur la commune.
- Monuments commémoratifs[28].

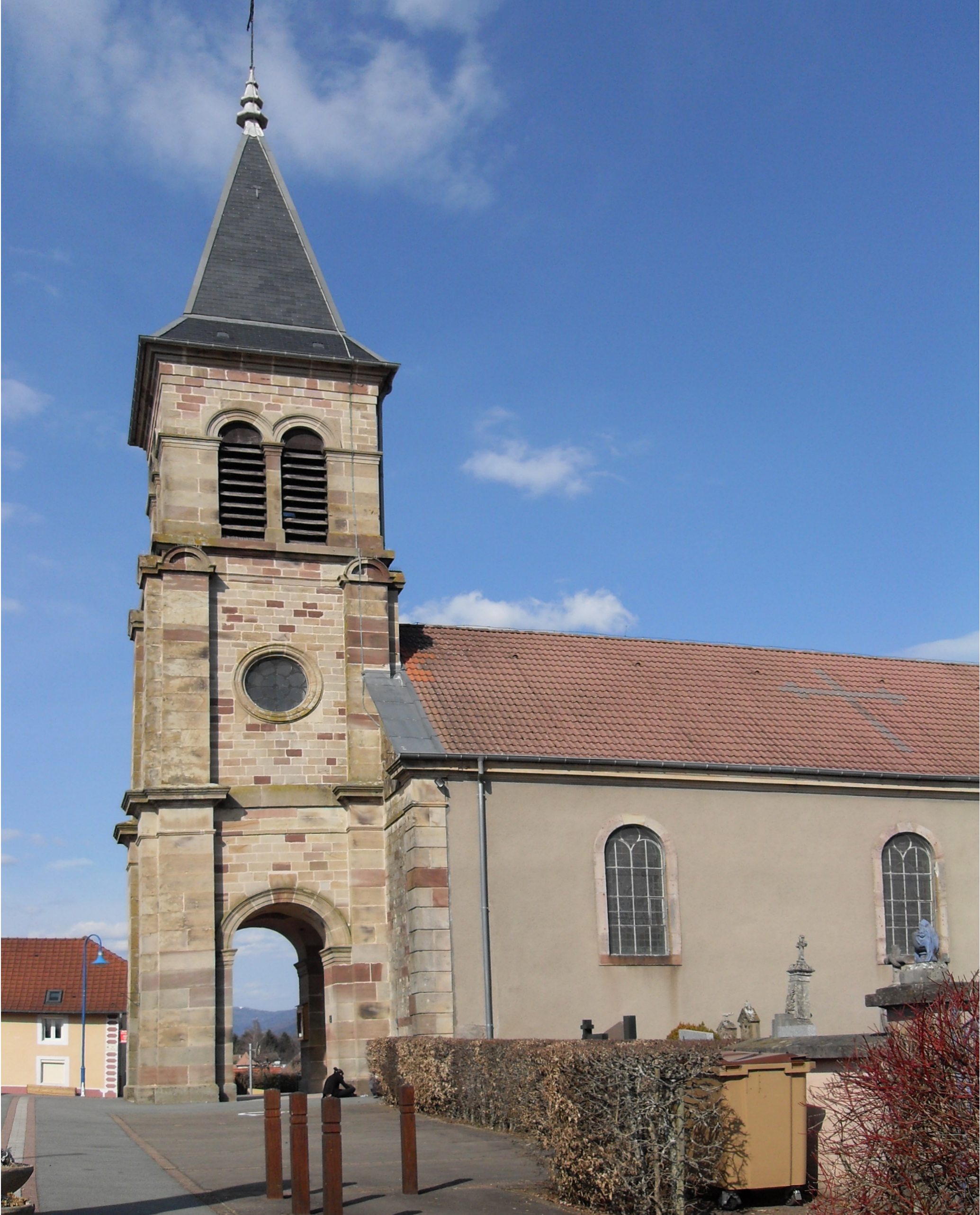
L'église Saint-Claude, côté sud.
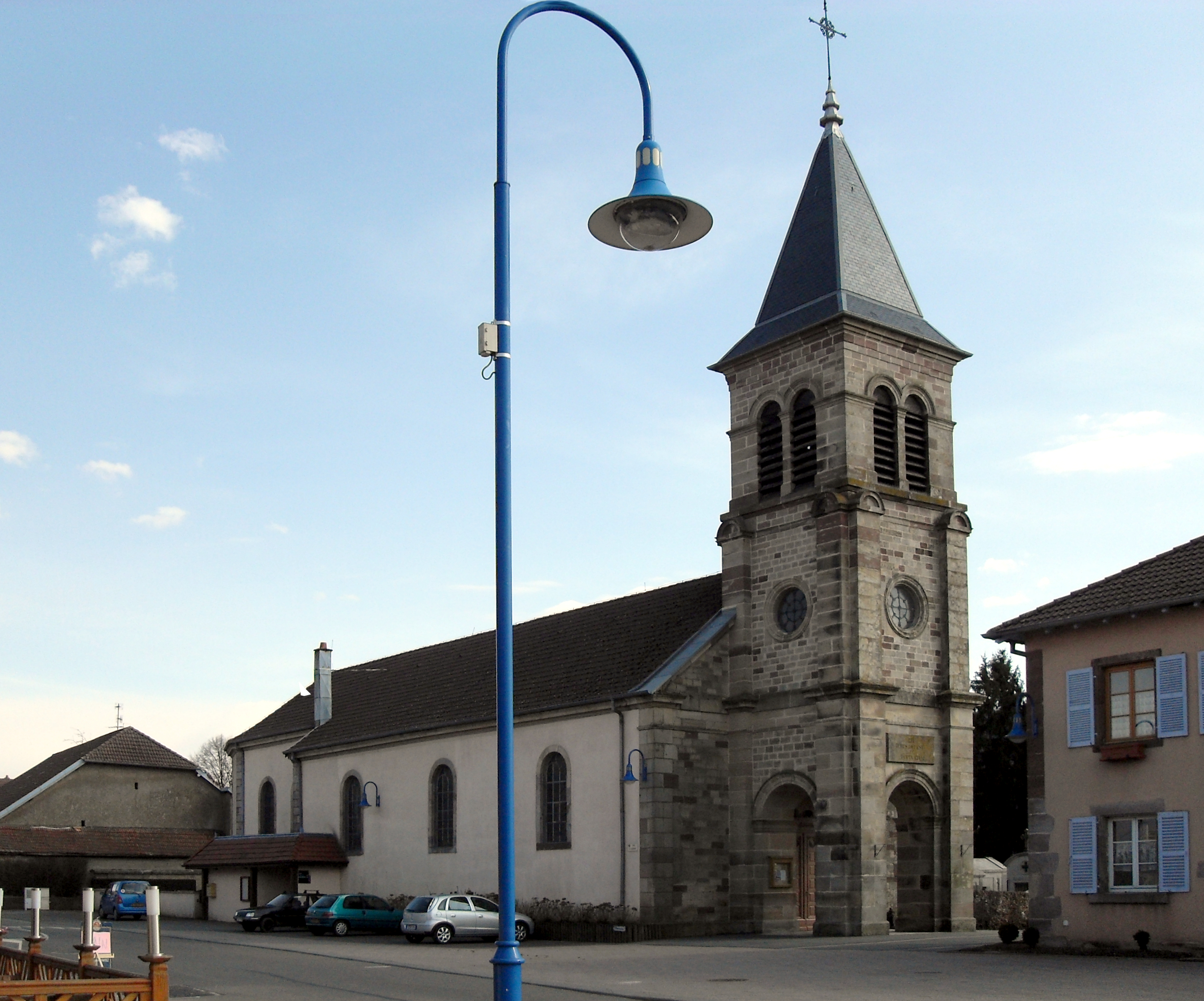
L'église Saint-Claude, côté nord-ouest.
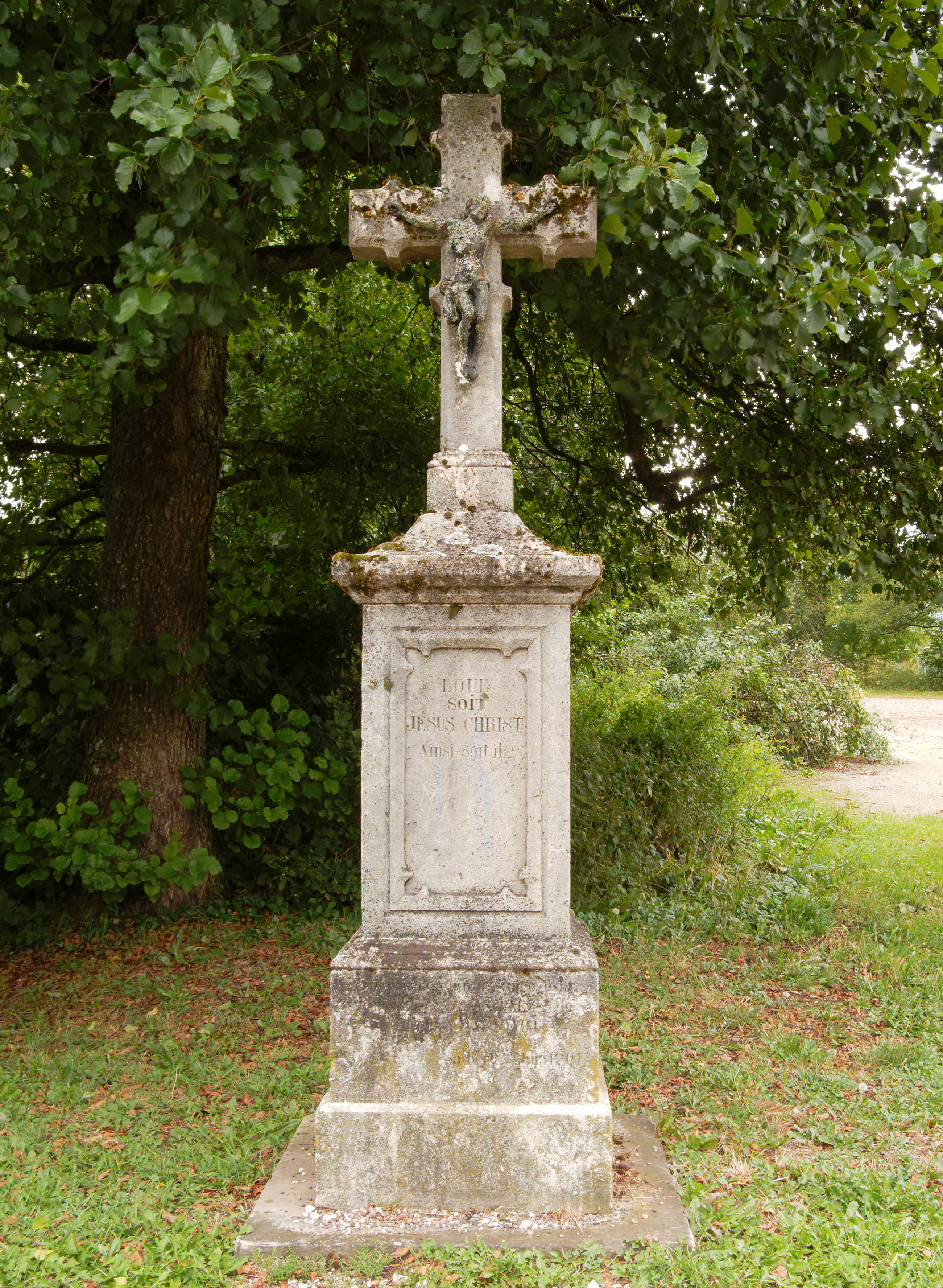
Croix de chemin.
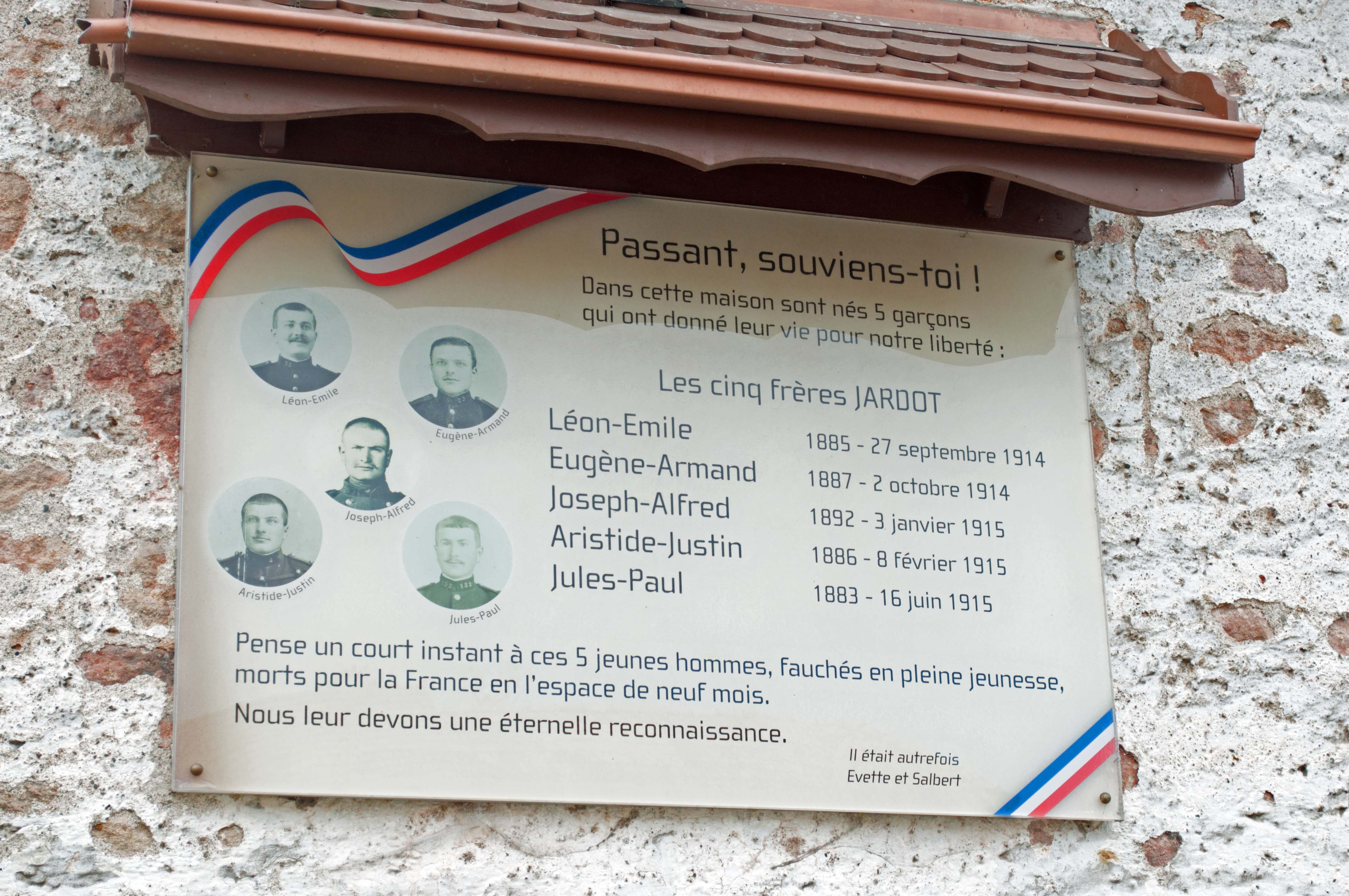
Frères Jardot.
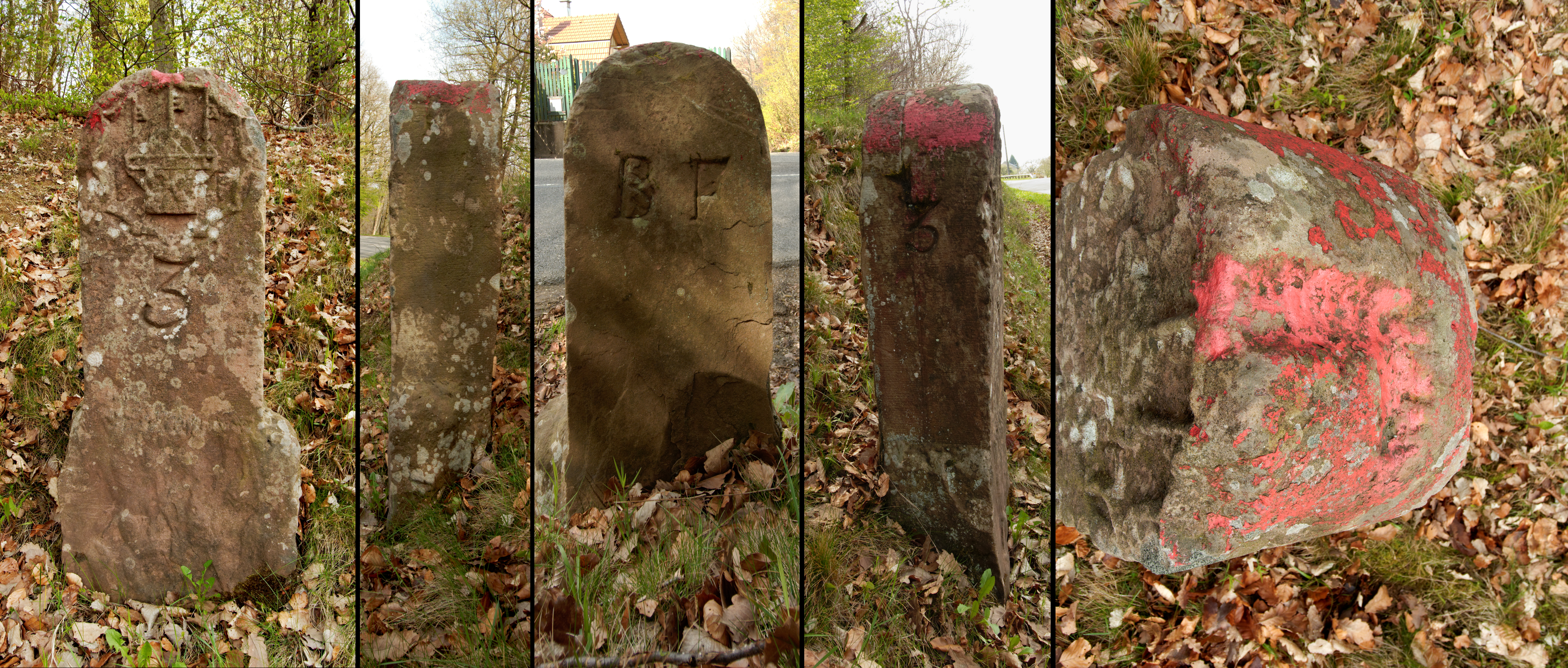
Borne entre Belfort et Evette-Salbert.

### Personnalités liées à la commune
- La fratrie des cinq frères Jardot, tous nés dans la commune au XIXe siècle et morts pour la France pendant les premiers mois de la Première Guerre mondiale. Seul un sixième frère, l'aîné, fut épargné après avoir été retiré du front.

### Traditions
Tous les premiers dimanches d'avril, l'ensemble des associations du village organise la fête du pochon d'avri, fête traditionnelle retrouvée récemment - plus d'informations sur le site de la mairie.

### Gastronomie

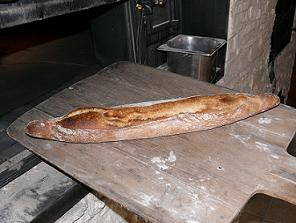
Évalbertoise.

Un pain spécial a été créé pour la commune par le boulanger local, pour rendre hommage au nouveau nom des habitants, la baguette évalbertoise, cuite au feu de bois.

### Héraldique
| Armes de Évette-Salbert | Les armes peuvent se blasonner ainsi : Coupé par une divise d'argent : au premier d'or au mont de trois coupeaux de sinople mouvant des flancs et de la partition, au second d'azur aux trois canettes d'argent nageant sur une onde du même. |

## Pour approfondir